# Ooedigera
Ooedigera peeli é um vetulicolian extinto do início do Cambriano do norte da Groenlândia . O corpo frontal era achatado horizontalmente, de forma oval, provavelmente com um padrão reticulado ou anastomosado, e tinha 5 bolsas branquiais uniformemente espaçadas ao longo da linha média. A cauda também era bulbosa e achatada horizontalmente, mas era dividida em 7 placas conectadas por membranas flexíveis, permitindo o movimento. Ooedigera provavelmente nadou movendo-se de um lado para o outro como um peixe. Ele pode ter vivido em uma zona de mínimo de oxigênio ao lado de vários predadores em um ecossistema baseado em tapetes microbianos quimiossintéticos, e possivelmente era um depósito ou filtro alimentador vivendo perto do fundo do mar .

## Etimologia
O nome do gênero Ooedigera deriva do grego antigo ooedis "em forma de ovo/oval" e geros "velho". O nome da espécie peeli é em homenagem ao professor John S. Peel do Serviço Geológico da Groenlândia, que pesquisou especialmente a localidade onde Ooedigera foi descoberto .

## Taxonomia

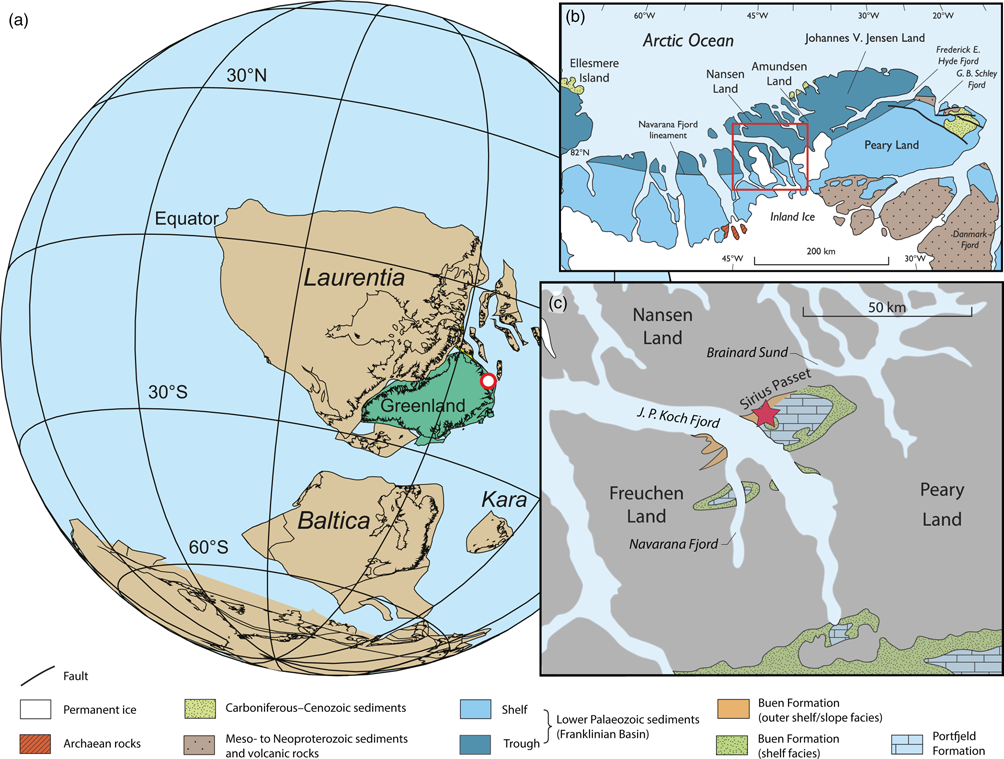
Sirius Passet no início do Cambriano

O espécime tipo MGUH 29279 foi descoberto no início do Cambriano Sirius Passet Lagerstätte da Formação Buen do Norte da Groenlândia . A área corresponde ao início do estágio 3 do Cambriano, cerca de 519 a 516,5 milhões de anos atrás. O espécime é um fóssil de compressão plana preservado em lamito físsil, com uma laminação estranha e fina, e várias pequenas manchas que representam os restos de várias outras criaturas, como esponjas e trilobitas.
Ooedigera é classificado no extinto subfilo cambriano Vetulicolia na família Vetulicolida junto com Vetulicola. Ooedigera é o terceiro vetulicolid encontrado fora dos chineses Folhelhos de Maotianshan (os outros são um espécime não descrito de Mural Formation, Canadá  e Nesonektris de Emu Bay Shale, Austrália).
Vetulicolia é um subfilo da primitiva Deuterostomia, um grande grupo de animais cuja primeira abertura no desenvolvimento fetal torna-se o ânus em oposição à boca como nos protostômios. O subfilo foi originalmente classificado em Arthropoda, mas foi reatribuído várias vezes. Foi sugerido representar cordados primitivos ou um agrupamento inválido de tunicados primitivos . O subfilo também foi sugerido como mais intimamente relacionado aos protostômios, como um ecdisozoário (que inclui artrópodes, nematóides e taxa relacionados), especificamente kinorhynchans (criaturas segmentadas semelhantes a vermes) .

## Anatomia
A amostra tipo é 41,3 millimetres (1,63 in) comprimento total, e o plano do corpo é dividido em um corpo frontal ovóide e uma cauda segmentada . O espécime tipo parece ter sido comprimido de lado durante a fossilização e, devido ao dobramento irregular do contorno, a pele pode ter sido mais macia do que em outros vetulicolians .
O corpo dianteiro era oval, medindo 22,5 millimetres (0,9 in) de comprimento e 14 millimetres (0,55 in) de altura e achatada horizontalmente. Tinha uma borda frontal reta e a borda traseira chegava a um ponto, cruzando-se na linha média do corpo frontal . Ao contrário dos vetulicolians chineses, o espécime-tipo não mostra indicação de uma crista ao longo da linha média, e a falta dela em Ooedigera seria significativa em termos de sua taxonomia, mas são necessários mais espécimes para confirmar isso . Como outros vetulicolians, a linha média tinha 5 aberturas mais ou menos uniformemente espaçadas, 3,3 millimetres (0,13 in) da borda frontal e 2,4 millimetres (0,094 in) da borda traseira, correspondente às bolsas branquiais . O corpo frontal parece ter um padrão reticulado ou anastomosado . Isso poderia indicar que o espécime era um juvenil, pois tal ornamentação é vista no que se acredita serem espécimes juvenis do vetulicolian Beidazoon.
Como outros vetulicolians, a cauda era assimétrica, achatada horizontalmente e dividida em 7 segmentos que eram conectados por membranas flexíveis, permitindo o movimento. é 18,8 millimetres (0,74 in) longo e 8,7 millimetres (0,34 in) alto . Cada segmento tinha bordas côncavas, o que dava a cada um uma forma de ampulheta na vista lateral . Os segmentos 2 a 7 eram planos na parte inferior e os segmentos 5 a 7 também eram planos na parte superior. O último segmento foi mais curto do que em outros vetulicolians. Dado o achatamento assimétrico, a cauda provavelmente é impulsionada pela flexão de um lado para o outro como um peixe, em vez de para cima e para baixo.

## Paleocologia
É amplamente desconhecido do que os vetulicolians se alimentavam. Sem bocas adaptadas para mastigar ou agarrar, eles provavelmente não eram predadores ou necrófagos. Sem membros, é improvável que fossem escavadores ou vivessem no fundo do mar, habitando a coluna de água ( nectônica ), mas talvez permanecendo perto do fundo do mar ( nektobenthic ). Eles podem ter sido flutuadores passivos, mas é possível que as brânquias tenham sido usadas para propulsão a jato como os taliáceos . As brânquias também podem ter sido usadas na alimentação do filtro, engolindo ativamente e expelindo água usando a boca e as brânquias, respectivamente . No entanto, Vetulicola, Banffia e Pomatrum têm restos de sedimentos no intestino, o que é evidência de depósito de alimentação no fundo do mar ou resultado de fossilização. É possível que os vetulicolians tenham usado ambos os métodos de alimentação, como o moderno verme de bolota Balanoglossus.
Cerca de 45 espécies foram descobertas em Sirius Passet, principalmente fauna endêmica, incluindo trilobitas, esponjas, vermes e os extintos halkieriids e lobopodians . Outro vetulicolian indeterminado foi encontrado aqui . A área pode ter sido uma zona de mínimo de oxigênio e, como o Ediacaran anterior, o ecossistema pode ter sido baseado principalmente em tapetes microbianos quimiossintéticos que alimentavam herbívoros e filtradores . Artrópodes e esponjas são os  fósseis mais comuns, e membros dos primeiros e lobopodes podem ter sido os principais predadores. Os predadores parecem ter sido os animais mais comuns .